# 畢打碼頭

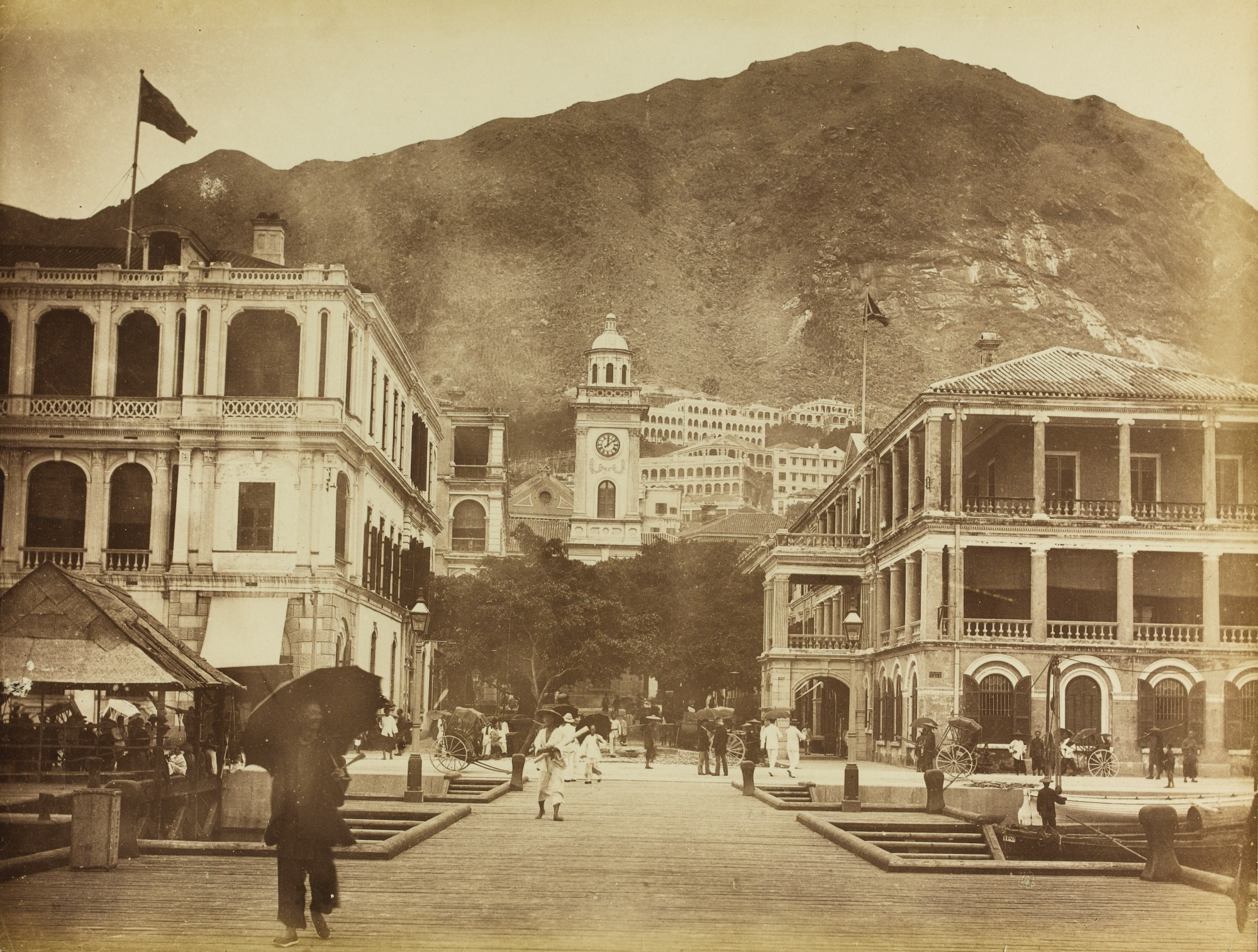
1886年與街口並排的畢打碼頭，由賴阿芳攝

畢打碼頭岸邊附近的船隻（左下角為碼頭）

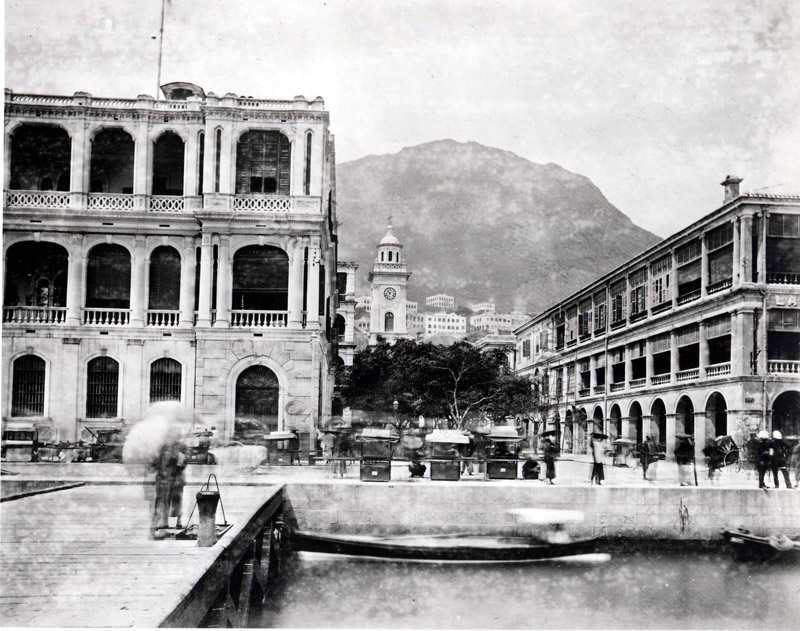
畢打碼頭原本位於街口左側，寶順洋行門前

畢打碼頭（英語：Pedder's Wharf，又稱必打步頭）是香港昔日19世紀的一個碼頭，位於中環畢打街的末端入口（大約今日與德輔道中交界位置）。碼頭於1862年落成，1900年被卜公碼頭取代。

## 歷史
畢打碼頭前身是海事碼頭，在開埠初期已經落成，鄰近附近畢打山上的船政廳。街頭的畢打街鐘樓則為碼頭船隻作引導。
畢打碼頭於1862年落成，是以早前去世的海軍上尉威廉·畢打命名，其後碼頭曾經於1886年改建，並從原本位置移往對正畢打街臨海的入口。
畢打碼頭當時主要供政府官方人員之用，此功能其後交予跟隨填海計劃內畢打街之延伸而隨街尾北移的卜公碼頭（1900年），以及再之後落成的皇后碼頭（1925年）。
因為19世紀末中環進行海旁填海計劃的緣故，沿海的碼頭均須向北遷移，畢打碼頭為其中之一而需停用。1989年開始碼頭被新填地包圍致失去功能，時另建一臨時碼頭讓船隻停泊，終再被新建的卜公碼頭取代。

## 渡輪服務
天星小輪前身的九龍小輪公司，於1880年開始以「曉星號」（Morning Star）小輪為九龍倉員工提供點到點渡輪服務往來畢打碼頭及尖沙咀九龍角（Kowloon Point），即今日大概尖沙咀天星碼頭的位置。

## 鄰近建築物
登陸左方：
- 寶順洋行（顛地洋行），拆卸後建為香港大酒店

登陸右方：
- 渣甸大廈（第一代）

## 外部連結
- Gwulo：Photos of Pedder's Wharf (post-1886) （页面存档备份，存于）（英文）